# Williford
Williford – miasto w Stanach Zjednoczonych, w stanie Arkansas, w hrabstwie Sharp.